# Élection présidentielle égyptienne de 2012
L'élection présidentielle égyptienne de 2012 est la seconde élection présidentielle de l'histoire de l'Égypte, après celle de 2005.
Après la révolution de janvier-février 2011 et la démission du président Hosni Moubarak à quelques mois de la fin de son mandat (en septembre 2011), le Conseil suprême des forces armées, qui assure l'intérim, annonce que l'élection présidentielle aura lieu à sa date prévue, après une période de transition. Le premier tour a finalement eu lieu les 23 et 24 mai et le second tour les 16 et 17 juin.
Première élection libre de l'histoire du pays, elle a été précédée d’élections législatives renouvelant le Parlement dissous par le Conseil suprême des forces armées le 13 février 2011.
Le 10 mai 2012, pour la première fois de l'histoire du pays, a lieu un débat télévisé entre les deux principaux candidats à l'élection présidentielle : Amr Moussa et Abdel Moneim Aboul Fotouh.
Le 24 juin 2012, Mohamed Morsi est officiellement proclamé président élu de la République égyptienne, avec 51,7 % des voix, face à Ahmed Chafik.

## Contexte

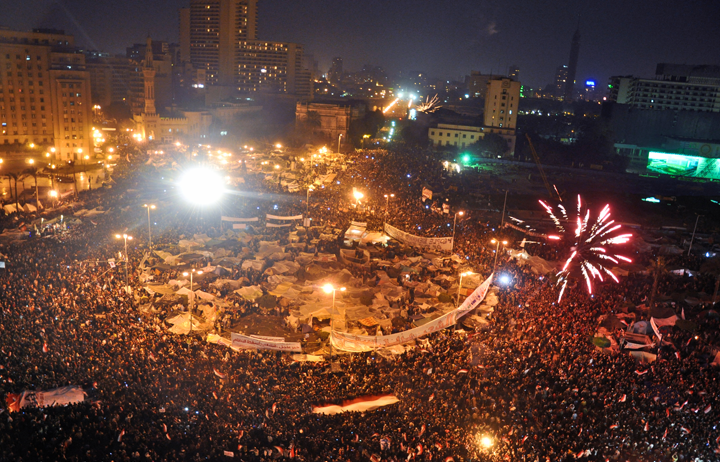
Les manifestants fêtent le départ d'Hosni Moubarak place Tahrir le 11 février 2011.

C'est la seconde élection multipartite qui a eu lieu en Égypte après celle de 2005. Lors de l'élection de 2005, Hosni Moubarak a été réélu à la présidence de la République égyptienne avec un score de 88,5 % ; son concurrent Ayman Nour, a quant à lui obtenu 7,5 % des voix.
De 2005 à janvier 2011, le président sortant Hosni Moubarak est soupçonné, avec son épouse Suzanne, de préparer son fils Gamal à sa succession au palais d'Abedin. Or, ce dernier n'est pas issu des milieux de l'armée et est mal vu par cette dernière quant à une éventuelle succession à la présidence de la République égyptienne.
Hosni Moubarak, du fait des protestations égyptiennes de 2011, renonce à présenter sa candidature pour un sixième mandat et à faire de son fils son héritier politique, mais il nomme un fidèle, Omar Souleiman vice-président de la République d'Égypte, le 29 janvier 2011, poste laissé vacant par Moubarak lors de son accession au pouvoir en 1981 ; selon des observateurs politiques, ce dernier, chef des Services de renseignements égyptiens, est bien parti pour devenir le successeur potentiel du président Moubarak en septembre.
Hosni Moubarak s'exile à Charm el-Cheikh le 11 février après avoir remis le pouvoir à l'armée. Omar Souleiman, le vice-président et Mohamed Hussein Tantawi, président du Conseil militaire suprême, assurent l'intérim et promettent que l'armée rendra le pouvoir à un gouvernement civil et démocratique. Le rôle de l'armée pendant la révolution, qui était restée neutre, la rend légitime pour assurer cette mission.
Le référendum constitutionnel du 19 mars est largement approuvé : les amendements constitutionnels prévoient notamment un mandat de quatre ans pour le président, renouvelable une seule fois.

## Candidats

### Candidats déclarés
23 candidats se présentent officiellement.

#### Amr Moussa
Amr Moussa, ex-secrétaire général de la Ligue arabe s'est déclaré candidat le 27 février 2011.

#### Abdel Moneim Aboul Fotouh
Abdel Moneim Aboul Fotouh est un ancien membre des Frères musulmans. Il a été exclu de son organisation le 19 juin, en raison de l’annonce de sa candidature.

#### Ahmed Chafik
Le général Ahmed Chafik est né en 1941. De 1996 à 2002, il est Chef d’état-major de l’armée de l’air égyptienne, puis ministre de l’aviation civile et commandant de l’armée de l’air égyptienne. Il fait sa carrière sous les ordres de Hosni Moubarak. La haute commission électorale présidentielle égyptienne en acceptant la plainte d'Ahmed Chafik dont le nom avait été éliminé de la liste des candidats lui a permis de participer à l'élection.

#### Hamdine Sabahi
Hamdine Sabahi est un des chefs du parti Karama héritier du nassérisme et a annoncé sa candidature.

#### Mohamed Selim al-Aoua
Le penseur islamiste Mohamed Selim el-Aoua, officiellement candidat, est crédité de 21 % d’intentions de vote dans le sondage informel lancé sur la page Facebook du Conseil suprême des forces armées.

#### Mohamed Morsi
Candidat du Parti de la liberté et de la justice, vitrine politique des Frères musulmans et grand vainqueur des législatives de 2012. Sa candidature en catimini, pour pallier une annulation, ne reçoit pas le soutien populaire espéré.

#### Hicham el-Bastawissi
Hicham el-Bastawissi est le vice-président de la Cour de cassation. Lors des élections de 2005, son action et celle de nombreux juges a permis de dénoncer les fraudes massives. Il a annoncé sa candidature à l’élection présidentielle,.

### Candidatures annulées par la commission électorale
Le 14 avril, la commission électorale annule les candidatures de 10 candidats.

#### Omar Souleiman
Ancien chef des services secrets et vice-président sous Moubarak, beaucoup d'Égyptiens lui feraient confiance sur le plan de la sécurité, Omar Souleiman annonce sa candidature le 6 avril 2012. Sa nomination comme vice-président en janvier 2011 avait fait de lui le successeur présomptif du président Hosni Moubarak. La prise du pouvoir par le Conseil supérieur des forces armées l'a mis à l'écart. La commission électorale invalide sa candidature à cause de ses fonctions sous Moubarak.

#### Khairat al-Chater
Membre influent des Frères musulmans, Khairat al-Chater est nommé candidat du Parti de la liberté et de la justice le 31 mars 2012. Le parti présente aussi Mohamed Morsi comme candidat au cas où al-Chater est déclaré inéligible.

#### Hazem Saleh Abou-Ismaïl
Ce salafiste ancien membre des Frères musulmans est crédité de 10 % d’intentions de vote dans le sondage informel lancé sur la page Facebook du Conseil suprême des forces armées.

#### Ayman Nour
Ayman Nour, déjà candidat en 2005 et chef du parti Parti el-Ghad dépose sa candidature. Il a passé quatre ans en prison après l’élection de 2005.

### Anciens candidats
Candidats qui ont retiré leur candidature ou qui n'ont pas pu compléter leur dossier de candidature.

#### Bouthaina Kamel
Bouthaina Kamel se déclare candidate à la présidence en avril 2011. Cette militante des droits de l'homme et animatrice de télévision, née en 1962, bénéficie d'une légitimité révolutionnaire. Elle se bat en outre depuis les années 1990 pour la modernisation de la société égyptienne, notamment autour des questions de la liberté sexuelle, de l'égalité hommes-femmes et du harcèlement sexuel. Elle milite également pour l'abaissement de l'âge de l'éligibilité de 30 à 22 ans, pour la réduction de la pauvreté et une révolution sociale, la paix religieuse.

#### Mohamad Abou-Zeid Al-Fiqi
Mohamad Abou-Zeid Al-Fiqi, professeur à l’université Al-Azhar, s’est officiellement porté candidat.

#### Mansour Hassan
L'ancien ministre Mansour Hassan se porte candidat le 7 mars 2012.

### Candidats pressentis

#### Hosni Moubarak
Hosni Moubarak, né en 1928, est un général de l'armée égyptienne, arrivé au pouvoir en octobre 1981, après l'assassinat d'Anouar el-Sadate. Aux référendums de 1987, 1993, et enfin 1999, il a toujours remporté les scrutins avec des scores au minimum de 80 %. Lors de l'élection présidentielle multipartite de 2005, il a remporté l'élection face à l'opposant Ayman Nour, avec un score de 88,5 %.
En 2010, il reste silencieux sur une éventuelle candidature à sa propre succession et pense être libre de préparer son fils Gamal à sa succession. Or, en janvier 2011, une vague de protestations populaires déferle sur le monde arabe, dont l'Égypte. C'est ainsi que le 1er février 2011, le président promet « des réformes économiques et politiques », et annonce qu'il ne sera pas candidat à l'élection et son vice-président Omar Souleiman annonce que le raïs renonce à faire de Gamal Moubarak le candidat du PND, le parti au pouvoir en Égypte. Le 11 février 2011, Moubarak démissionne de son poste présidentiel à la suite d'une série de protestations du peuple égyptien.

#### Gamal Moubarak
Gamal Moubarak, fils de l'ancien président Hosni Moubarak, est un banquier égyptien qui a fait des études d'affaires notamment à Londres, au Royaume-Uni. Sa candidature a toujours été une rumeur. En revanche, il n'a jamais lui-même annoncé se présenter.
Le mouvement populaire engagé en janvier 2011 semble condamner une telle candidature. En janvier 2011, le vice-président égyptien Omar Souleiman annonce que Gamal Moubarak ne sera pas candidat à la succession de son père.

#### Ahmed Zewail
Ahmed Zewail, prix Nobel de chimie, a démenti les rumeurs le donnant candidat.

#### Mohamed El Baradei
Mohamed el-Baradei, ancien chef de l'Agence internationale de l'énergie atomique (AIEA), prix Nobel de la paix en 2005, a déclaré dès novembre 2009 qu'il pourrait présenter sa candidature à la présidentielle. Après le début de la révolution, il retourne en Égypte où il s'affirme en tant qu'opposant. Il a annoncé sa candidature le 10 mars 2011 sur ON TV.
Le 14 janvier 2012, il annonce qu'il ne sera pas candidat à l'élection présidentielle.

## Sondages d'opinion
| Sondage | Amr Moussa | Omar Souleiman | Ahmed Zewail   | Mohamed el-Baradei | Hosni Moubarak | Ayman Nour | Ahmed Chafik   | Mohamed Selim el-Aoua | Hazem Salah Abou-Ismaïl | Hamdine Sabahi | Hicham el-Bastawissi | Bossayna Kamel | Abdel Moneim Aboul Fotouh | Mohamed Hussein Tantawi | Autres candidats | Ne sait pas / refuse de répondre |
| --- | ---------- | -------------- | -------------- | ------------------ | -------------- | ---------- | -------------- | --------------------- | ----------------------- | -------------- | -------------------- | -------------- | ------------------------- | ----------------------- | ---------------- | -------------------------------- |
| Washington Institute (du 5 au 8 février) | 26 %       | 17 %           | Pas questionné | 3 %                | 16 %           | 1 %        | Pas questionné | Pas questionné        | Pas questionné          | Pas questionné | Pas questionné       | Pas questionné | Pas questionné            | Pas questionné          | 3 %              | 33 %                             |
| YouGov Siraj (du 15 au 20 février) | 49 %       | 9 %            | 13 %           | 2 %                | Pas questionné | 2 %        | Pas questionné | Pas questionné        | Pas questionné          | Pas questionné | Pas questionné       | Pas questionné | Pas questionné            | Pas questionné          | -                | 25 %                             |
| Sondage volontaire sur la page Facebook du Conseil suprême des forces armées (du 19 juin au 26 juillet (en cours))                                         | 6 %        | 3 %            | -              | 31 %               | Pas questionné | 7 %        | 12 %           | 21 %                  | 10 %                    | 2 %            | 2 %                  | 0              | -                         | -                       | -                | -                                |
| Sondage Newsweek/The Daily Beast auprès de 1 008 Égyptiens issus de 19 gouvernorats (du 24 juin au 4 juillet) : hypothèse d'une élection ouverte           | 16 %       | 4 %            | -              | 12 %               |                | 4 %        | 12 %           | 6 %                   | -                       | 2 %            | 4 %                  | -              | 5 %                       | 5 %                     | 18 %             | 27 %                             |
| Sondage Newsweek/The Daily Beast auprès de 1 008 Égyptiens issus de 19 gouvernorats (du 24 juin au 4 juillet) : hypothèse d'une élection à trois candidats | 47 %       | -              | -              | 19 %               |                | -          | -              | -                     | -                       | -              | -                    | -              | 16 %                      | -                       | -                | 18 %                             |
| Sondage ACPSS/DIPD auprès de 2 406 Égyptiens issus de 21 gouvernorats (du 5 au 17 août)                                                                    | 44 %       | 9 %            | -              | 4 %                |                | 6 %        | 12 %           | 5 %                   | 5 %                     | 5 %            | 4 %                  | 0 %            | 2 %                       | -                       | 4 %              | 45 %                             |

## Résultats
| Candidats                | Candidats                 | Partis                                   | Premier tour | Premier tour | Second tour | Second tour |
| Candidats                | Candidats                 | Partis                                   | Voix         | %            | Voix        | %           |
| ------------------------ | ------------------------- | ---------------------------------------- | ------------ | ------------ | ----------- | ----------- |
|                          | Mohamed Morsi             | Parti de la liberté et de la justice     | 5 764 952    | 24,78        | 13 230 131  | 51,73       |
|                          | Ahmed Chafik              | Indépendant                              | 5 505 327    | 23,66        | 12 347 380  | 48,27       |
|                          | Hamdine Sabahi            | Parti de la Dignité                      | 4 820 273    | 20,72        |             |             |
|                          | Abdel Moneim Aboul Fotouh | Indépendant                              | 4 065 239    | 17,47        |             |             |
|                          | Amr Moussa                | Indépendant                              | 2 588 850    | 11,13        |             |             |
|                          | Mohamed Selim el-Aoua     | Indépendant                              | 235 374      | 1,01         |             |             |
|                          | Khaled Ali                | Indépendant                              | 134 056      | 0,58         |             |             |
|                          | Abou El-Ezz El-Hariri     | Parti de l'Alliance populaire socialiste | 40 090       | 0,17         |             |             |
|                          | Hicham el-Bastawissi      | Parti national unioniste progressiste    | 29 189       | 0,13         |             |             |
|                          | Mahmoud Houssam           | Indépendant                              | 23 992       | 0,10         |             |             |
|                          | Mohamed Fawzi Issa        | Parti de la génération démocratique      | 23 889       | 0,10         |             |             |
|                          | Houssam Khairallah        | Parti démocratique de la paix            | 22 036       | 0,09         |             |             |
|                          | Abdallah el-Achaal        | Parti de l'authenticité                  | 12 249       | 0,05         |             |             |
|                          |                           |                                          |              |              |             |             |
| Votes valides            | Votes valides             | Votes valides                            | 23 265 516   | 98,28        | 25 577 511  | 96,81       |
| Votes blancs et nuls     | Votes blancs et nuls      | Votes blancs et nuls                     | 406 720      | 1,72         | 843 252     | 3,19        |
| Total                    | Total                     | Total                                    | 23 672 236   | 100          | 26 420 763  | 100         |
| Abstention               | Abstention                | Abstention                               | 27 324 510   | 53,58        | 24 538 031  | 48,15       |
| Inscrits / participation | Inscrits / participation  | Inscrits / participation                 | 50 996 746   | 46,42        | 50 958 794  | 51,85       |

## Analyse
Selon Alain Gresh, le fort reflux en voix des Frères musulmans, qui passent de dix à cinq millions de voix entre les législatives et la présidentielle, illustre l’absence de base électorale stable et disciplinée de la confrérie, et le désir général dans le peuple égyptien de ne pas retourner au passé, comme de ne pas aller vers un État islamique.